# Vlag van Mendoza

Vlag van Mendoza

De vlag van Mendoza is sinds 21 oktober 1992 het symbool van de Argentijnse provincie Mendoza en is gelijk aan de vlag die het Leger van de Andes van José de San Martín gebruikte. De vlag lijkt sterk op de vlag van Jujuy.
De vorm van de vlag is opmerkelijk: de hoogte is groter dan de breedte. De correcte maten zijn 144 x 122 cm, hetgeen een hoogte-breedteverhouding van 72:61 oplevert.